# کنتو اوئنو
کنتو اوئنو (ژاپنی: 上野 賢人؛ زادهٔ ۳ آوریل ۱۹۹۷) یک بازیکن فوتبال اهل ژاپن است.
از باشگاه‌هایی که در آن بازی کرده‌است می‌توان به باشگاه فوتبال ساگامیهارا اشاره کرد.